# 梁一東
梁 一東（ヤン・イルドン、朝鮮語: 양일동、1912年12月30日 - 1980年4月1日）は、朝鮮の独立運動家、大韓民国の政治家。第3・4・5・8・10代韓国国会議員。本貫は南原梁氏。号は玄谷（ヒョンゴク、현곡）。

## 経歴
日本統治時代の全羅北道沃溝郡に生まれた。1930年に光州学生事件に関与して中東中学校を退校され、北京民鐸高級学校専門課程を卒業した。その後は上海臨時政府に参加し、非常国民会議代議員を務めたため、治安維持法違反で3年6か月の禁固刑を受け、市ヶ谷刑務所に収監された。服役2年8ヶ月後に腎病により仮釈放され、朝鮮に帰り光復まで郷里で農村運動と農民教育に従事した。
解放後は朝鮮建国準備委員会に加わり、第一共和国の時は野党側の無所属国会議員として、反独裁運動の民主党と行動を共にした。5・16軍事クーデター後は、旧新民党の院内総務・政務委員を務めた。国会議員5期を務めたが、政治活動浄化法により政治活動を2回停止された。1967年に政治活動浄化法・反共法などの違反で投獄されたが病気により保釈された。1971年に新民党主流派の柳珍山と決別した。
1973年1月27日、民主統一党を結成し、新民党の反体制運動に同調する第2野党の党首として活動した。
同年7月16日、日本を訪問。8月8日、投宿していたホテルグランドパレスの22階の部屋で金大中と懇談。金大中は部屋を出たところでKCIAの要員らに拉致された（金大中事件）。このとき参考人として取り調べを受けた。
1980年4月1日、自宅にて心臓麻痺により死去した。享年68。